# Julie Minns
Julie Minns, née en 1968 à Carlisle, est une personnalité politique britannique. Elle est élue députée travailliste pour la circonscription de Carlisle en juillet 2024.

## Biographie

### Enfance et formation
Julie Minns naît en 1968 à Carlisle d'une mère Freda aide à domicile et d'un père peintre et décorateur. Elle grandit dans le quartier Denton Holme et fréquente la Trinity School. Elle travaille à temps partiel dans une boulangerie et est le premier membre de sa familla à aller à l'université.
Elle est cousine éloignée d'Ernest Lowthian, le premier politicien travailliste à se présenter aux élections parlementaire dans la circonscription de Carlisle. Son arrière-grand-père John Hodgson-Minns, était conseiller et écheveau conservateur de la ville.

### Carrière
En 1998, Julie Minns est élue conseillère du Conseil de Lambeth et est chargée des transports. Elle démissionne en 2002 pour élever sa fille en tant que famille monoparentale.
De 2005 à 2008, elle est directrice de oeuvre de bienfaisance Living Streets. Elle travaille comme consultante en communications indépendantes, comme conseillère parlementaire pour la NSPCC et en tant qu'administratrice parlementaire des organismes de bienfaisance pour les droits des personnes invalides pour la StreathamKeith Hill.
En 2014, elle occupe à temps partiel un poste de conseil pour des sociétés de relations publiques, de gestion de la réputation et de marketingau sein de Bell Pottinger. Elle devient membre de la société LLP de janvier 2015 à août 2016.
En 2024, Julie Minns est élue députée de la circonscription de Carlilste avec une majorité de 5 200 voix. C'est la première femme députée de la circonscription,.